# Alright, Still
Alright, Still je debutové album britské zpěvačky Lily Allenové, které vyšlo v červenci 2006. Album před svým vydáním bylo zveřejněno na osobním Myspace profilu Lily. A na konci roku 2006 byla deska za daný rok sedmadvacátá nejprodávanější ve Velké Británii. Časopis Rolling Stone označil desku za třináctou nejlepší pro rok 2007.
Deska byla nominována i na cenu Grammy Award v kategorii Nejlepší alternativní hudební album.

## Seznam písní
1. Smile – 3:17
2. Knock 'Em Out – 2:53
3. LDN – 3:10
4. Everything's Just Wonderful – 3:28
5. Not Big – 3:16
6. Friday Night – 3:06
7. Shame for You – 4:06
8. Littlest Things – 3:02
9. Take What You Take – 4:06
10. Friend of Mine – 3:57
11. Alfie – 2:46

### Bonusy
1. Nan You're a Window Shopper – 2:58
2. Blank Expression – 2:30
3. Cheryl Tweedy – 3:29
4. Absolutely Nothing – 4:02

## Umístění
| Hitparáda      | Umístění |
| -------------- | -------- |
| Velká Británie | 2.       |
| Chile          | 5.       |
| Irsko          | 6.       |
| Austrálie      | 7.       |
| Norsko         | 15.      |
| USA            | 20.      |
| Kanada         | 21.      |
| Nový Zéland    | 22.      |
| Nizozemsko     | 27.      |
| Japonsko       | 37.      |
| Itálie         | 39.      |
| Švédsko        | 43.      |
| Francie        | 47.      |
| Švýcarsko      | 53.      |